# Балтийское
Балтийское (до 1948 года Ниеменкюля, фин. Niemenkylä) — посёлок в Приморском городском поселении Выборгского района Ленинградской области.

## Название
Значение топонима Ниеменкюля — «деревня на мысу».
Согласно постановлению общего собрания колхоза «Балтиец» зимой 1948 года деревне Ниеменкюля было присвоено наименование Побережье, однако в июле 1948 года комиссия по переименованию изменила название на Балтийская. Переименование в форме среднего рода было закреплено указом Президиума ВС РСФСР от 13 января 1949 года.

## История

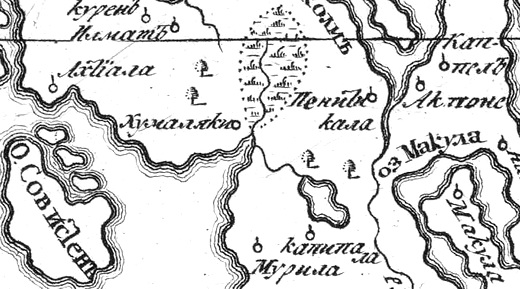
Деревня Хумалйоки (Хумаляки) на русской карте 1745 года

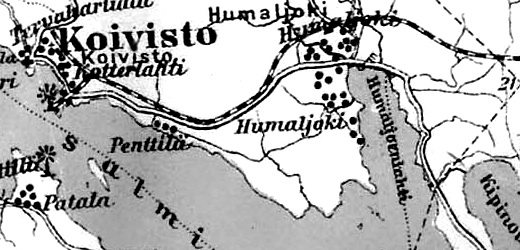
Деревня Хумалйоки на финской карте 1923 года

До 1939 года деревня Ниеменкюля являлась частью большой финской деревни Хумалйоки, которая входила в состав волости Койвисто Выборгской губернии Финляндской республики. На территории деревни Ниеменкюля находился Хумалйокский форт. В советское время Ниеменкюля была выделена в отдельный населённый пункт, в котором был организован колхоз «Балтиец».
С 1 января 1940 года — в составе Карело-Финской ССР.
С 1 июля 1941 года по 31 мая 1944 года финская оккупация.
Со 2 января 1957 года — в составе Выборгского района.  
Согласно административным данным 1966 года посёлок Балтийское находился в составе Малышевского сельсовета.
По данным 1973 и 1990 годов посёлок Балтийское входил в состав Ермиловского сельсовета.
В 1997 году в посёлке Балтийское Ермиловской волости проживали 18 человек, в 2002 году — 3 человека (все русские).
В 2007 году в посёлке Балтийское Приморского ГП проживали 10 человек, в 2010 году — 21 человек.

## География
Посёлок расположен в юго-западной части района на автодороге 41А-082 (Зеленогорск — Выборг).
Расстояние до административного центра поселения — 24 км. 
Расстояние до ближайшей железнодорожной станции Ермилово — 2 км. 
Посёлок находится на берегу Финского залива.

## Демография
| 2007 | 2010 | 2017 | 2021 |
| ---- | ---- | ---- | ---- |
| 10   | ↗21  | ↘11  | ↗68  |

## Улицы
1-й Бризовый проезд, 2-й Бризовый проезд, Береговая, Бирюзовая, Ермиловская, Ермиловский проезд, Каменская, Окольный проезд, Прибрежная, Черёмуховая, Черёмуховый проезд.